# Jacob Adolf Hägg
Jacob Adolf Hägg, född 26 juni 1850 i Östergarns socken på Gotland, död 1 mars 1928 i Bjuråkers socken, Gävleborgs län, var en svensk tonsättare, pianist och organist. Han var släkt med Gustaf Hägg (Jacobs far Niklas Hägg var syssling till Gustafs morfar Gustaf Adolf Hägg) och kusin till Jacob Hägg och Axel Herman Hägg.

## Biografi
Jacob Adolf Hägg föddes 26 juni 1850 på Katthamra gård i Östergarns socken, Gotland. Han var son till hemmansägaren Nils Hägg och Anna Johanna Wilhelmina Eneqvist. Hägg studerade vid Stockholms musikkonservatorium 1865–1870, där han spelade piano för Jan van Boom. Han avlade organistexamen 1870 och tilldelades samma år Jenny Lindstipendiet, som gav honom möjlighet att studera för Niels W Gade (orgel) i Köpenhamn samt för Anton Door (piano) i Wien. Jenny Lind förlängde stipendiet till 1874 varför han studerade vidare i Berlin, för bland andra Friedrich Kiel (kontrapunkt).
Han var verksam som pianist och tonsättare först i Hedvigsfors i Hälsingland, senare i Norge 1900–09 och slutligen i Hudiksvall. Han uppbar statens tonsättarstipendium mellan 1899 och 1927. Han invaldes som ledamot nummer 555 av Kungliga Musikaliska Akademien den 30 oktober 1917.

## Verk
- Sonate op.1, 1870
- Suite för piano op.3, 1870
- Neun Karakterstücke op.8
- Walzer, Andante moderato und Scherzo op.62, 1870-1871
- Konsert-Ouverture no 2 op.26, 1871
- Albumblätter, 1897
- Kleine nordische Lieder ohne Worte und Präludien, 1898
- Nordische Symphonie op.2 Ess-dur, 1899
- Kleine Romance - Intermezzo, 1899
- Blumenlieder und andere Lieder. 1-2, 1899
- Suite, 1907
- Walzer, Andante moderato und Scherzo op.62
- Andante, 1912